# اس‌ام یوبی-۵۰
اس‌ام یوبی-۵۰ (به انگلیسی: SM UB-50) یک زیردریایی است که طول آن ۵۵٫۳ متر (۱۸۱ فوت) می‌باشد. این زیردریایی در سال ۱۹۱۷ ساخته شد.